# Юліус фон Бозе
Фрідріх Юліус Вільгельм фон Бозе (нім. Friedrich Julius Wilhelm von Bose 12 вересня 1809 — 22 липня 1894) — прусський граф, генерал від інфантерії прусської армії.

## Біографія
Фрідріх Юліус Вільгельм фон Бозе походив із дворянського роду Бозе. Народився в родині саксонського ротмістра Ернста Готтліба фон Бозе (1772—1845) і його дружини Йоганни Софії Фридерики, уродженої Люттіх (1781—1855).
З 1821 року служив придворним зброєносцем у Веймарі. У 1826 році став мушкетером 26-го полку піхоти Прусської армії, з 1829 року — лейтенант. У 1832—1835 роках навчався в Прусській військовій академії. Після закінчення академії і до 1852 року служив ад'ютантом головного командування 4-го армійського корпусу. Згодом він близько року командував ротою в 27-му піхотному полку і 1853 року проведений в майори з зарахуванням до Генерального штабу. У 1858 році Бозе став начальником штабу 4-го армійського корпусу та в 1860 році проведений у полковники 40-го фузілерного полку.
У 1864 році Бозе отримав чин генерал-майора і призначений командувати 15-ю піхотною бригадою, на чолі якої взяв участь в австро-прусській війні 1866 року. Воював під Подолою, Мюнхенгрецем, Кеніггрецем і Блуменау. За це нагороджений орденом Pour le Mérite. Після закінчення війни підвищений до звання генерал-лейтенанта і призначений командиром 20-ї дивізії в Ганновері.
З початком франко-прусської війни, Бозе призначений командиром 11-го армійського корпусу. 4 серпня 1870 року брав участь у Битві при Вайссенбурзі.  6 серпня 1870 року в битві при Верті був двічі поранений. Через рани він у подальших військових діях участі не брав. За цю війну Бозе був нагороджений Залізним хрестом 1-го і 2-го класів.
У 1873 році Бозе був проведений в генерали піхоти і призначений шефом 31-го піхотного полку (цей полк після смерті Бозе який отримав його ім'я навічно). У жовтні 1876 року він отримав почесне громадянство міста Кассель. У 1880 році Бозе отримав титул графа.
Помер 22 липня 1894 року під Вернигероде.

## Нагороди
- Орден Чорного орла (Пруссія, 8 жовтня 1876)
- Орден Червоного орла, великий хрест з дубовим листям і мечами (Пруссія, 12 вересня 1874)
- Орден " Pour le Mérite " (Пруссія, 20 вересня 1866)
- Орден дому Гогенцоллернів, великий командор (Пруссія, 18 січня 1878)
- Залізний хрест 1-го класу (Пруссія, 1870)
- Залізний хрест 2-го класу (Пруссія, 1870)
- Орден Святого Івана Єрусалимського (Пруссія, 19 січня 1854)
- Орден «За військові заслуги», великий хрест (Вюртемберзьке королівство, 18 березня 1871)
- Орден Филипа Великодушного, великий хрест (Велике герцогство Гессенське, 10 липня 1873)
- Австрійський орден Леопольда, лицар (Австрія, 19 грудня 1863)
- Орден Залізної корони 3-го ступеня (Австрія, 15 червня 1852)
- Орден Святого Георгія 4-го ступеня (Росія, 27 грудня 1870)
- Орден Святого Олександра Невського з алмазами і мечами (Росія 24 червня 1874)
- Орден Святої Анни 2-го ступеня (Росія, 11 червня 1864)
- Орден Меча, командор 1-го класу (Швеція)